# Oscar Brodney
Oscar Brodney (Boston, 18 febbraio 1907 – Los Angeles, 12 febbraio 2008) è stato uno sceneggiatore statunitense che, alla fine degli anni cinquanta e i primi anni sessanta, produsse anche alcuni film di intrattenimento.
Nel 1955 fu candidato al Premio Oscar per la sceneggiatura del film La storia di Glenn Miller (1954). Altri suoi lavori di successo furono La bella preda (1949), Tammy fiore selvaggio (1957) e Harvey (1950), versione cinematografica dell'omonima opera teatrale.

## Biografia
Nacque e crebbe a Boston, figlio di un pescatore. Edward, uno dei suoi sei fratelli, sarebbe in seguito diventato pittore, particolarmente noto per le sue opere sulla seconda guerra mondiale. Oscar ebbe un'istruzione universitaria, frequentando la Boston University e Harvard, dove si laureò in legge. Diventato avvocato, prese a scrivere per hobby testi per gli spettacoli da night club, per il vaudeville e per la radio. Assieme al suo socio Jack Rubin, scrisse diversi soggetti per il cinema che però gli venivano regolarmente respinti finché all'Universal il produttore Bruce Manning non comperò una loro storia.

## Filmografia parziale

### Sceneggiatore
- Morgan il bandito (Baby Face Morgan), regia di Arthur Dreifuss - soggetto (1942)
- Chiaro di luna all'Avana (Moonlight in Havana), regia di Anthony Mann - sceneggiatura originale (1942)
- When Johnny Comes Marching Home, regia di Charles Lamont (1942)
- Rhythm of the Islands, regia di Roy William Neill - sceneggiatura (1943)
- Always a Bridesmaid, regia di Erle C. Kenton (1943)
- You're a Lucky Fellow, Mr. Smith, regia di Felix E. Feist (come Felix Feist) - soggetto (1943)
- What a Blonde, regia di Leslie Goodwins - soggetto originale (1945)
- On Stage Everybody, regia di Jean Yarbrough (1945)
- She Wrote the Book , regia di Charles Lamont (1946)
- Tutti conoscono Susanna (If You Knew Susie), regia di Gordon Douglas (come Gordon M. Douglas) - sceneggiatura originale (1948)
- Luna Park (Are You with It?), regia di Jack Hively - sceneggiatura (1948)
- La telefonista della Casa Bianca (For the Love of Mary), regia di Frederick de Cordova - sceneggiatura originale (1948)
- Corrida messicana (Mexican Hayride), regia di Charles Barton
- Yes Sir, That's My Baby, regia di George Sherman - sceneggiatura originale (1948)
- Caccia all'uomo nell'Artide (Arctic Manhunt), regia di Ewing Scott - sceneggiatura (1949)
- Gianni e Pinotto e l'assassino misterioso (Abbott and Costello Meet the Killer, Boris Karloff), regia di Charles Barton (come Charles T. Barton) - non accreditato (1949)
- La bella preda (The Gal Who Took the West), regia di Frederick de Cordova - soggette e sceneggiatura (1949)
- Pelle di bronzo (Comanche Territory), regia di George Sherman - sceneggiatura (1950)
- Colpo di scena a Cactus Creek (Curtain Call at Cactus Creek), regia di Charles Lamont (1950)
- La peccatrice dei mari del Sud (South Sea Sinner), regia di H. Bruce Humberstone - sceneggiatura (1950)
- Harvey, regia di Henry Koster - sceneggiatura (1950)
- Yvonne la francesina (Frenchie), regia di Louis King - storia e sceneggiatura (1950)
- I filibustieri delle Antille (Double Crossbones), regia di Charles Barton (come Charles T. Barton) - soggetto e sceneggiatura (1951)
- Katie Did It, regia di Frederick de Cordova - dialogo addizionale (1951)
- Francis alle corse (Francis Goes to the Races), regia di Arthur Lubin - sceneggiatura (1951)
- La danza proibita (Little Egypt), regia d Frederick De Cordova - soggetto e sceneggiatura (1951)
- L'angelo scarlatto (Scarlet Angel), regia di Sidney Salkow - soggetto e sceneggiatura (1952)
- Francis all'Accademia (Francis Goes to West Point), regia di Arthur Lubin (1952)
- Back at the Front, regia di George Sherman (1952)
- Francis contro la camorra (Francis Covers the Big Town), regia di Arthur Lubin - soggetto e sceneggiatura (1953)
- Walking My Baby Back Home, regia di Lloyd Bacon - sceneggiatura (1953)
- La storia di Glenn Miller (The Glenn Miller Story), regia di Anthony Mann (1954)
- Lo scudo dei Falworth (The Black Shield of Falworth), regia di Rudolph Maté - sceneggiatura (1954)
- Il re dei barbari (Sign of the Pagan), regia di Douglas Sirk  (1954)
- Medal of Honor, regia di Jesse Hibbs - cortometraggio (1955)
- Il ribelle d'Irlanda (Captain Lightfoot), regia di Douglas Sirk - soggette e sceneggiatura (1955)
- La maschera di porpora (The Purple Mask), regia di H. Bruce Humberstone (come Bruce Humberstone) - sceneggiatura (1955)
- Lady Godiva (Lady Godiva of Coventry), regia di Arthur Lubin - soggetto, sceneggiatura (1955)
- I pionieri dell'Alaska (The Spoilers), regia di Jesse Hibbs - sceneggiatura (1955)
- L'ovest selvaggio (A Day of Fury), regia di Harmon Jones - sceneggiatura (1956)
- Esecuzione al tramonto (Star in the Dust), regia di Charles F. Haas - sceneggiatura (1956)
- Tammy fiore selvaggio (Tammy and the Bachelor), regia di Joseph Pevney - sceneggiatura (1957)
- Quando l'inferno si scatena (When Hell Broke Loose), regia di Kenneth G. Crane (1958)
- Bobbikins, regia di Robert Day (1959)
- Dimmi la verità (Tammy Tell Me True), regia di Harry Keller - sceneggiatura (1961)
- Il sole nella stanza (Tammy and the Doctor), regia di Harry Keller - sceneggiatura (1963)
- La più allegra avventura (The Brass Bottle), regia di Harry Keller - sceneggiatura (1964)
- Vorrei non essere ricca! (I'd Rather Be Rich), regia di Jack Smight - sceneggiatura (1964)
- La spada di Alì Babà (The Sword of Ali Baba), regia di Virgil W. Vogel - sceneggiatura (1965)
- Fun and Games, regia di Ray Austin (1971)
- Due piedipiatti acchiappafantasmi (Ghost Fever), regia di Lee Madden (alias Alan Smithee) (1986)

### Produttore
- Quando l'inferno si scatena (When Hell Broke Loose), regia di Kenneth G. Crane (1958)
- Bobbikins, regia di Robert Day (1959)
- Tutti pazzi in coperta (All Hands on Deck), regia di Norman Taurog (1961)
- Il dritto di Hollywood (The Right Approach), regia di David Butler (1961)